# Sauveterre (Alti Pirenei)
Sauveterre è un comune francese di 179 abitanti situato nel dipartimento degli Alti Pirenei nella regione dell'Occitania.

## Società

### Evoluzione demografica
Abitanti censiti